# Old German Baptist Brethren

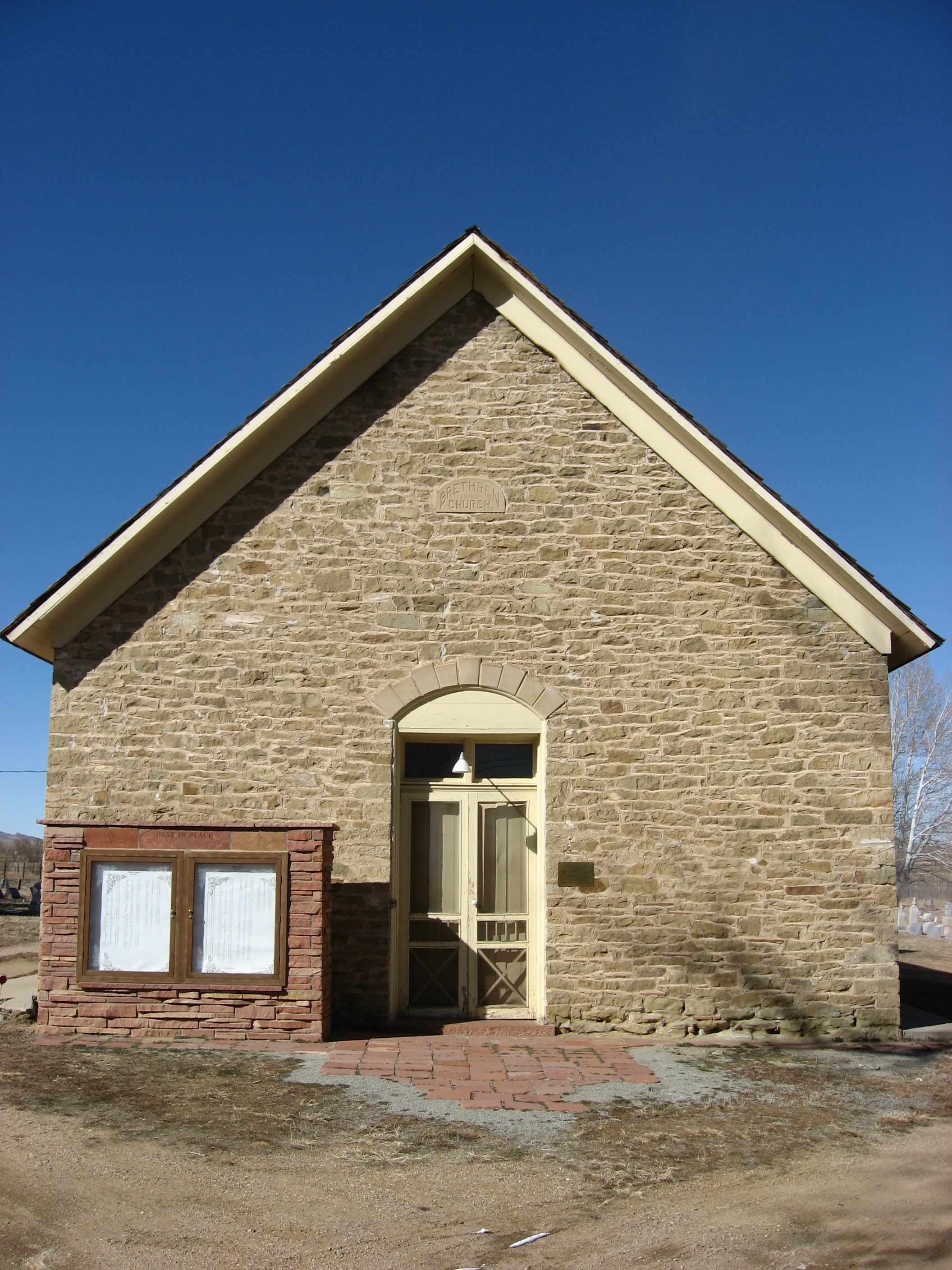
Eenvoudig Brethren kerkje

De Old German Baptist Brethren zijn een piëtistische, protestantse geloofsgemeenschap in Noord-Amerika. Deze van oorsprong Duitse geloofsgemeenschap is tussen 1719 en 1729 naar Noord-Amerika vertrokken. Volgens het jaarboek 2009 van de gemeenschap telde de Old German Baptist Brethren 6.149 leden in 56 kerkgemeenschappen per 1 januari 2009. De grootste concentratie vindt men in Ohio (16), gevolgd door Indiana (9), Kansas (5), Pennsylvania (5), Californië (4), Virginia (4), Washington (3), Florida (2), Wisconsin (2), Georgia (1), Michigan (1), Missouri (1), Montana (1), Oregon (1) en West Virginia (1). Meer dan de helft van de leden woont in Ohio of Indiana.
Men leeft op eenvoudige wijze in kleine agrarische gemeenschappen. In tegenstelling tot de amish worden onder meer telefoons en auto's wel geaccepteerd. Men kleedt zich in 19e-eeuwse dracht. Mannen en vrouwen dragen hoofdbedekking in het dagelijks leven. De kerkdiensten zijn eenvoudig. Men zingt zonder orgel (a capella). De conservatievere gemeenschappen zingen in het algemeen langzamer dan de modernere. Mannen en vrouwen zitten gescheiden. Men kent geen geloofsbelijdenis en beschouwt het Nieuwe Testament als zodanig.
In 1913 is (vanwege een conflict over het toepassen van telefoons en auto's) een groep uitgetreden. Deze groep noemt zich de Old Brethren en vormt tegenwoordig drie gemeenten met in totaal 250 leden. In 1921 vond weer een afscheiding plaats en ontstaan de Old Order German Baptist Brethren. Ook deze groep gebruikt geen auto's, elektriciteit en telefoons. Heden ten dage tellen de Old Orders 300 leden.

## Vergelijkbare groeperingen
- Mennonieten in Belize
- Mennonieten in Bolivia
- Mennonieten in Mexico
- Mennonieten in Paraguay
- Hutterieten
- Rusland-Duitse Baptisten
- Old Order Amish
- Old Order Mennonieten